# Odontopera veneris
Odontopera veneris là một loài bướm đêm trong họ Geometridae.